# Calanthe pilosa
Calanthe pilosa är en orkidéart som beskrevs av John Lindley. Calanthe pilosa ingår i släktet Calanthe och familjen orkidéer.
Artens utbredningsområde är Sumatera. Inga underarter finns listade i Catalogue of Life.